# Deilenaar

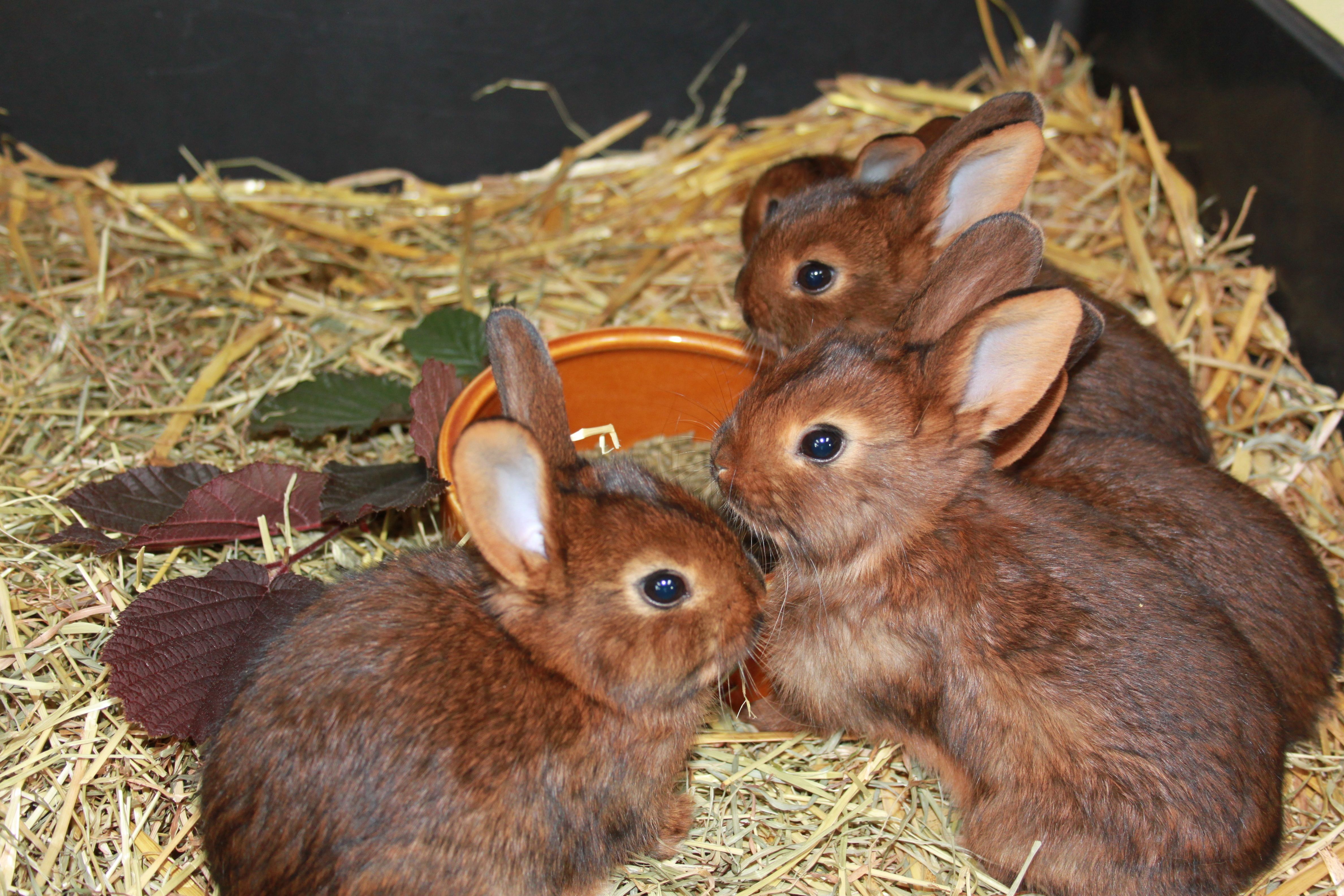
Kaninungar, Deilenaar.

Deilenaar är en kaninras som härstammar från Nederländerna. Deilenaar har en kort och kompakt kropp och vikten är mellan 2,51-3,20 kg. Den har viltröd färg. Man vet inte exakt hur färgen på Deilenaar framkommit, men man tror att bland annat raser med gulförstärkningsanlag, Tan och New Zealand red, har använts .
Rasen erkändes i Nederländerna 1 maj 1940 och det var GWA Ridderhof från Deil utanför Amsterdam som tog fram rasen.

## Egenskaper
Deilenaar är en medelmåttigt livlig kanin med en vänlig karaktär som är stark och robust. Den är passande som husdjur .